# Saint-Nicolas-de-Coutances
Saint-Nicolas-de-Coutances est une ancienne commune française du département de la Manche et de la région Normandie, intégrée à Coutances depuis 1965.

## Géographie
Comme Saint-Pierre-de-Coutances, le territoire de Saint-Nicolas-de-Coutances ne comprenait pas l'église de la paroisse, l'église Saint-Nicolas étant sur le territoire de Coutances. Il s'étendait au nord-ouest et au nord-est de l'agglomération.

## Histoire
L'ancienne seigneurie de la Mare ou fief de la Mare se situait au niveau de la ferme de la Mare actuelle.
Au XVIe siècle, Pierre de Camprond, seigneur de la Mare, l'un des pionniers de l'église réformée de France, sera étranglé et brûlé sur le bûcher après avoir été convaincu d'hérésie, pour avoir adopté les idées luthériennes.
La commune est intégrée à Coutances en 1965.

## Administration
| Période | Période | Identité           | Étiquette | Qualité |
| ------- | ------- | ------------------ | --------- | ------- |
| 1925    | 1952    | Victor Lechevalier |           |         |
| 1952    | 1956    | Gratien Corbet     |           |         |
| 1956    | 1965    | Ernest Lelièvre    |           |         |

## Démographie
| 1793  | 1800  | 1806  | 1821  | 1831 | 1836 | 1841 | 1846 |
| ----- | ----- | ----- | ----- | ---- | ---- | ---- | ---- |
| 1 775 | 1 523 | 1 844 | 1 146 | 933  | 988  | 925  | 973  |

| 1851 | 1856 | 1861 | 1866 | 1872 | 1876 | 1881 | 1886 |
| ---- | ---- | ---- | ---- | ---- | ---- | ---- | ---- |
| 926  | 915  | 858  | 860  | 825  | 837  | 834  | 857  |

| 1891 | 1896 | 1901 | 1906 | 1911 | 1921 | 1926 | 1931 |
| ---- | ---- | ---- | ---- | ---- | ---- | ---- | ---- |
| 816  | 722  | 658  | 603  | 604  | 543  | 570  | 603  |

| 1936 | 1946 | 1954 | 1962 | - | - | - | - |
| ---- | ---- | ---- | ---- | - | - | - | - |
| 638  | 820  | 893  | 800  | - | - | - | - |

## Lieux et monuments
- Ruines du château de la Mare. Il fut construit en 1841 par Jean-Jacques Quesnel-Morinière, qui s'était porté acquéreur au début du XIXe siècle des terres de la Mare[2].
- Chapelle de la Mare. Fondée en 1235 par Guillaume de la Mare, chanoine de Coutances et premier seigneur connu de la Mare, elle était consacrée au culte de la Vierge avec un pèlerinage annuel. Elle sera vendue comme bien national en 1791 à Guillaume Mauger, de Saint-Nicolas[2].
- Grande Porte et Porte Saint-Lô. Ces deux portes d'accès au Parc l'Évêque sont situées sur le territoire de Saint-Nicolas.
- Église Saint-Nicolas.